# De levende wapens
De levende wapens is het vijftiende stripalbum uit de Ravian-reeks. Het album is getekend door Jean-Claude Mézières met scenario van Pierre Christin.

## De verhalen
Nu de toekomstige aarde en de tijd-ruimtedienst niet meer bestaan, zijn Ravian en Laureline genoodzaakt om op andere wijze in hun levensonderhoud te voorzien en hun Astronef te onderhouden. Dit brengt ze op de planeet Blopik waar oorlogszuchtige stammen elkaar het leven zuur maken. Daar aangekomen blijkt aan de koopwaar die Ravian elders heeft opgedaan, een luchtje te zitten waardoor Laureline en Ravian in een gewetensbezwaarlijk conflict met elkaar geraken.